# Device
Device — американський індастріал-метал гурт, заснований Девідом Дрейманом, фронтменом хеві-метал-гурту Disturbed  та Джено Ленардо, колишнім гітаристом Filter. Вони випустили один альбом, Device, у 2013 році.

## Історія

### Створення та однойменний альбом (2012–2013)
Після перерви в Disturbed наприкінці 2011 року фронтмен Девід Дрейман оголосив про новий сайд-проєкт під назвою Device у травні 2012 року. Він розповів, що працюватиме з Джено Ленардо, колишнім гітаристом Filter над їхніми альбомами Title of Record і Amalgamut, у новому сайд-проєкті. Дрейман заявив про свій намір створити проєкт із більш електронним звучанням, але у стилі промислового металу, схожим на Nine Inch Nails або Ministry, а не на дабстеп.

От що Дрейман розповів про створення гурту:
«Спершу до мене звернувся Джено Ленардо, який працював над декількома треками для саундтреку до фільму Underworld для останнього фільму Пробудження, який вийшов… і він запитав мене, чи не хочу я бути частиною одного з треків, і я попросив його надіслати мені музику, яку він мав на увазі, і я зміг створити справді переконливу та потужну пісню… [Я] виявив, що працювати з ним як із партнером по написанню пісень було дуже легко та невимушено. Він дуже сильний автор пісень».
Гурт зайшов у студію на початку червня 2012 року і до 6 червня вже закінчив вокал для демоверсій п'яти пісень «You Think You Know», «Recover», «Hunted», «Vilify», та «War of Lies».
У січні 2013 року Дрейман підтвердив точні дати випуску свого однойменного альбому та першого синглу. Він заявив, що альбом вийде 9 квітня 2013 року, а пісня «Vilify» дебютує на радіо 19 лютого. Він також підтвердив, що в альбомі будуть запрошені Гізер Батлер (Black Sabbath), Гленн Хьюз (Deep Purple, Black Sabbath, Black Country Communion), М. Шедоуз (Avenged Sevenfold), Серж Танкян (System of a Down), Том Морелло (Rage Against the Machine) і Лзі Гейл (Halestorm). Дрейман підтвердив, що композиція за участю Хейла буде кавером на хіт Літи Форд і Оззі Осборна «Close My Eyes Forever».
Перший сингл альбому, «Vilify», вийшов 19 лютого разом з музичним кліпом і другим «behind the scenes» відео. Гурт також випустив кілька пісень в Інтернеті для потокового передавання перед релізом альбому, включаючи «You Think You Know» 25 березня, «Penance» 28 березня та «Close My Eyes Forever» 30 березня.
Було виявлено, що до гастролюючої групи входили барабанщик Вілл Хант і гітарист Virus, але Ленардо не було. Було підтверджено, що перше живе шоу гурту відбудеться наступного дня після виходу альбому в Soul Kitchen Music Hall у Мобілі, штат Алабама, 10 квітня 2013 року Пристрій з'явився у версії фестивального туру Gigantour 2013 року.
В інтерв'ю 2015 року Дрейман заявив, що не має наміру записувати ще один альбом Device.

## Члени гурту
Студійний склад
- Девід Дрейман — головний вокал (2012–2014)
- Джено Ленардо — гітара, бас (2012–2014)

Гастрольний склад
- Вілл Хант — ударні (2013)
- Virus — гітара, бек-вокал (2013)

## Дискографія

### Студійні альбоми
| Назва  | Деталі альбому                                                                      | Пікові позиції на діаграмі | Пікові позиції на діаграмі | Пікові позиції на діаграмі | Пікові позиції на діаграмі | Пікові позиції на діаграмі | Пікові позиції на діаграмі | Пікові позиції на діаграмі | Пікові позиції на діаграмі | Пікові позиції на діаграмі |
| Назва  | Деталі альбому                                                                      | НАС                        | AUS                        | AUT                        | BEL (FL)                   | BEL (WA)                   | CAN                        | GER                        | NZ                         | UK                         |
| ------ | ----------------------------------------------------------------------------------- | -------------------------- | -------------------------- | -------------------------- | -------------------------- | -------------------------- | -------------------------- | -------------------------- | -------------------------- | -------------------------- |
| Device | - Вийшов: 9 квітня 2013 р - Лейбл: Warner Bros. - Формати: CD, цифрове завантаження | 11                         | 26                         | 57                         | 171                        | 153                        | 11                         | 54                         | 4                          | 64                         |

### Сінгли
| Назва                | Рік      | Пікові позиції на діаграмі | Пікові позиції на діаграмі | Пікові позиції на діаграмі | Альбом |
| Назва                | Рік      | US Act. Rock               | US Heri. Rock              | US Main. Rock              | Альбом |
| -------------------- | -------- | -------------------------- | -------------------------- | -------------------------- | ------ |
| "Vilify"             | 2013 рік | 1                          | 6                          | 1                          | Device |
| «You Think You Know» | 2013 рік | 30                         | —                          | 22                         | Device |

### Музичні кліпи
| рік      | Назва                | Директор | Альбом |
| -------- | -------------------- | -------- | ------ |
| 2013 рік | "Vilify"             | PR Браун | Device |
| 2013 рік | «You Think You Know» | PR Браун | Device |

## Нагороди
Revolver Golden Gods Awards
| Рік  | Номіновано | Нагорода        | Результат |
| ---- | ---------- | --------------- | --------- |
| 2013 | Device     | Best New Talent | Перемога  |

Loudwire Music Awards
| Рік  | Номіновано           | Нагорода                | Результат |
| ---- | -------------------- | ----------------------- | --------- |
| 2013 | Device               | Best New Artist         | Перемога  |
| 2013 | "You Think You Know" | Cage Match Hall of Fame | Перемога  |